# Georgi Konstantinovski
Georgi Konstantinovski (en macédonien Георги Константиновски), né en 1930 à Kragujevac, en Serbie, alors dans le royaume de Yougoslavie,  et mort le 8 décembre 2020, est un architecte macédonien. Il est notamment membre de l'Académie slovène des Sciences et des Arts.

## Biographie
Georgi Konstantinovski a étudié à l'université Saints-Cyrille-et-Méthode de Skopje où il a obtenu sa licence en 1956. Il a ensuite obtenu son master à l'université Yale, sous la direction de Paul Rudolph et Serge Chermayeff. Il a ensuite travaillé à New York, notamment avec Ieoh Ming Pei, Henry Cobb et Araldo Cossutta. Il retourne ensuite en République socialiste de Macédoine après le tremblement de terre de 1963 à Skopje. Il participe alors à l'établissement d'un véritable courant architectural, en dessinant des plans autant qu'en enseignant. Récemment, il a vivement critiqué l'opération d'urbanisme Skopje 2014, la qualifiant de « tsunami ».[Quand ?]

## Réalisations notables
- Monument à l'ASNOM à Pelintsé.

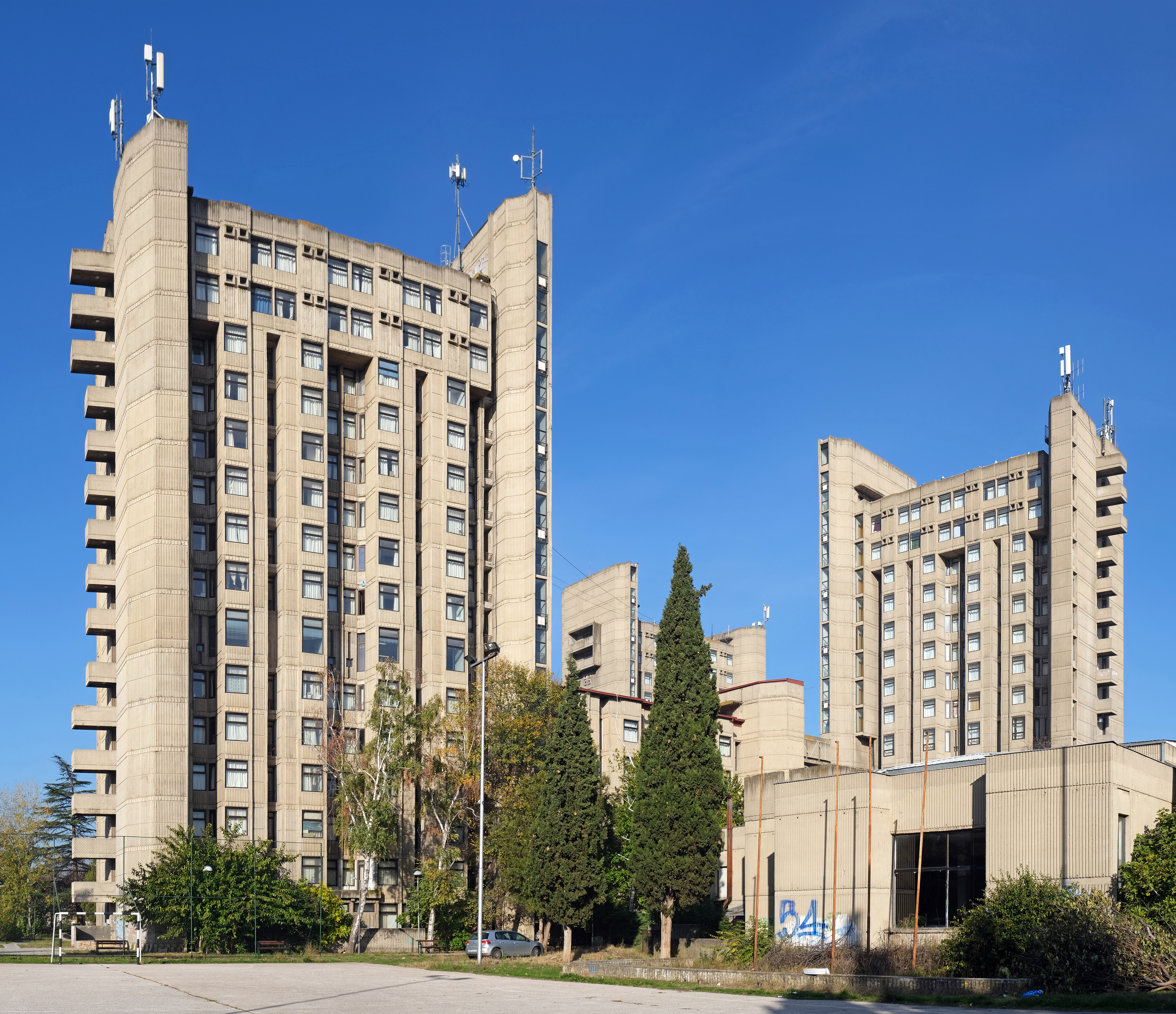
La résidence universitaire Gotsé Deltchev

- Siège des Archives nationales à Skopje, 1968.
- Résidence universitaire Gotsé Deltchev à Skopje, 1975.